# Happy the Man
Happy the Man ist eine US-amerikanische Progressive-Rock-Band, die Anfang der 1970er Jahre gegründet wurde.

## Bandgeschichte
Stanley Whitaker und Rick Kennell lernten sich 1972 auf einem US-Army-Stützpunkt in Deutschland kennen und formierten nach ihrer Rückkehr in die USA mit den Keyboardern Frank Wyatt und Kit Watkins sowie dem Schlagzeuger Mike Beck und zunächst auch dem Sänger Cliff Fortney eine Band. Kennell, Beck und Fortney hatten schon zuvor zusammen in einer Band gespielt, Whitaker kannte Wyatt und Watkins von der James Madison University. Die ersten Auftritte bestritten Happy the Man teilweise noch mit Coverversionen von Genesis, King Crimson und Van der Graaf Generator, erste Demoaufnahmen mit eigenen Stücken wurden 1974 gemacht. Dann verließ Fortney die Band und wurde durch Dan Owen ersetzt, der die Band jedoch einige Monate später auch verließ. Ohne Sänger änderten Happy the Man ihre musikalische Ausrichtung auf hauptsächlich instrumentale Stücke.
Nach einem weiteren Demo im Jahr 1975, etwas Airplay beim Radio der Georgetown University und Proben mit Peter Gabriel, der eine Begleitband suchte, erhielten Happy the Man einen Vertrag mit Arista Records. Ende 1976 nahmen sie mit dem Produzenten Ken Scott ihr selbstbetiteltes Debütalbum mit komplexem und abwechslungsreichem Progressive Rock auf. Die Band wurde 1977 von ihrem Label mit Renaissance, Foreigner, Hot Tuna und Stomu Yamashta auf Tour geschickt, konnte den erwarteten finanziellen Erfolg jedoch nicht erbringen.
Während Wyatt, Watkins und Whitaker nun an Stücken für ein zweites Album arbeiteten, verließ Beck wegen musikalischer Differenzen die Band. Er wurde durch Ron Riddle, einen Freund von Beck, ersetzt, der nach den Aufnahmen zu Crafty Hands aber wieder ausstieg. Coco Roussel (Heldon, Clearlight) wurde im Juni 1978 neuer Schlagzeuger. Bald kündigte Arista jedoch den Vertrag mit Happy the Man, da das Label mit den Verkaufszahlen und der musikalischen Ausrichtung von Crafty Hands unzufrieden war. Die Band arbeitete zunächst weiter und nahm 1979 ein Demo auf. Da sich kein Label für dessen Veröffentlichung fand und Watkins Camel beitrat, lösten sich Happy the Man auf. Die Mitglieder blieben teilweise weiterhin musikalisch aktiv.
Bis zur Neugründung der Band im Jahr 2000 erschien mehrfach Live- und Archivmaterial bei Cuneiform Records. Whitaker, Kennell, Wyatt und Riddle traten mit dem Keyboarder David Rosenthal beim NEARfest 2000 in Pennsylvania auf; Whitaker, Kennell, Wyatt und Rosenthal veröffentlichten 2004 mit dem Schlagzeuger Joe Bergamini ein neues Studioalbum bei InsideOut Music.

## Diskografie
- 1977: Happy the Man
- 1979: Crafty Hands
- 1983: 3rd – Better Late… (Aufnahmen von 1979)
- 1989: Retrospective (Kompilation)
- 1990: Beginnings (Aufnahmen von 1974 und 1975)
- 1997: Live (Aufnahmen von 1978)
- 1999: Death’s Crown (Aufnahmen von 1974 und 1976)
- 2004: The Muse Awakens